# Горная носуха
Горная носуха (лат. Nasuella olivacea) — хищное млекопитающее из семейства енотовых. Единственный вид в роде Nasuella.
Вид распространён в Колумбии, Эквадоре, Венесуэле, возможно на крайнем севере Перу.
Встречается в Андах на высоте от 1300 до 4250 метров над уровнем моря в туманных лесах и парамо.
Длина тела составляет 26—39 см, длина хвоста 20—24 см, длина задней ступни 67—75 мм, длина уха 38—52 мм, вес от 1,1 до 1,5 кг.
Внешне похож на обыкновенную носуху, но имеет меньшие размеры, морда длиннее и острее. Нос полностью голый. Уши короткие, округлые и покрыты волосами. Окраска шерсти на спине от серо-коричневого до оливково-коричневого цвета, кончики волос золотисто-жёлтые. Окраска морды тёмная или чёрная, без белых пятен. Хвост короткий, составляет 52—65 % от длины тела, имеет от шести до восьми колец чёрного или оливково-коричневого цвета. Ноги от тёмно-серого до чёрного цвета. Зубная формула: I 3/3, C 1/1, P 3/3, M 2/2 = 36 зубов.
Ведёт наземный образ жизни. Активна днём. Питается насекомыми, маленькими позвоночными и, возможно, фруктами.